# Южномармарошские говоры

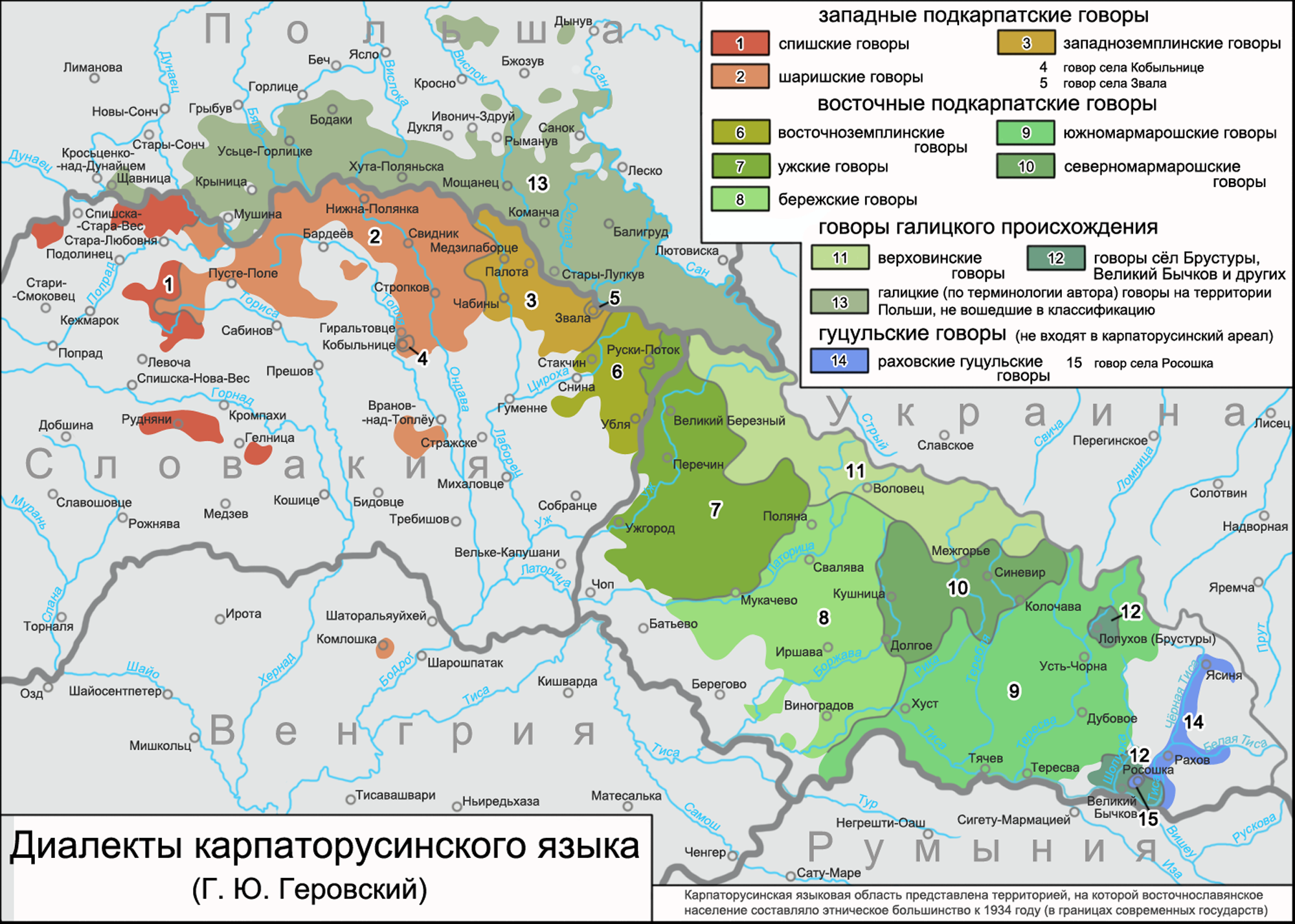
Область распространения южномармарошских говоров на карте карпаторусинских диалектов (по классификации Г. Ю. Геровского)

Южномармаро́шские го́воры — восточнославянские говоры, распространённые в Тячевском районе, в восточной части Хустского района и в крайне западной части Раховского района Закарпатской области Украины. Выделены как самостоятельная диалектная единица Г. Ю. Геровским (в классификации «подкарпаторусского диалекта» 1934 года). Рассматриваются как часть закарпатской группы говоров юго-западного наречия украинского языка или как часть восточного диалектного ареала карпаторусинского языка. Сам Г. Ю. Геровский относил южномармарошские говоры к подкарпаторусскому диалекту малорусского наречия русского языка.

## Область распространения
Южномармарошские говоры распространены в южной части прикарпатской исторической области Северный Мармарош. По описанию Г. Ю. Геровского на востоке граница ареала южномармарошских говоров проходит по долине реки Тересвы, на западе — по горному хребту, который тянется вдоль реки Рика с севера в южном направлении до реки Тисы. При этом на юго-западе в ареал южномармарошских говоров также включаются районы к востоку от Виноградова (Севлюша) на левобережье Тисы за исключением села Чума (Затисовка). На севере рассматриваемый диалектный регион занимает территорию вплоть до селений Русская Мокрая (на берегах Тересвы), Колочава (на берегах Теребли) и Нижний Быстрый (на берегах Рики), на юге граница южномармарошского ареала совпадает с государственной границей Украины и Румынии. В пределах ареала южномармарошских говоров размещены такие населённые пункты, как Хуст, Дубовое, Тячев, Буштыно, Вышково, Тересва, Грушево, Калины, Иза, Сокирница, Драгово, Терново, Золотарёво, Бедевля, Липча, Теребля, Нересница, Угля, Горинчово, Тарасовка (Терешол), Берёзово, Добрянское (Нягово) и другие.

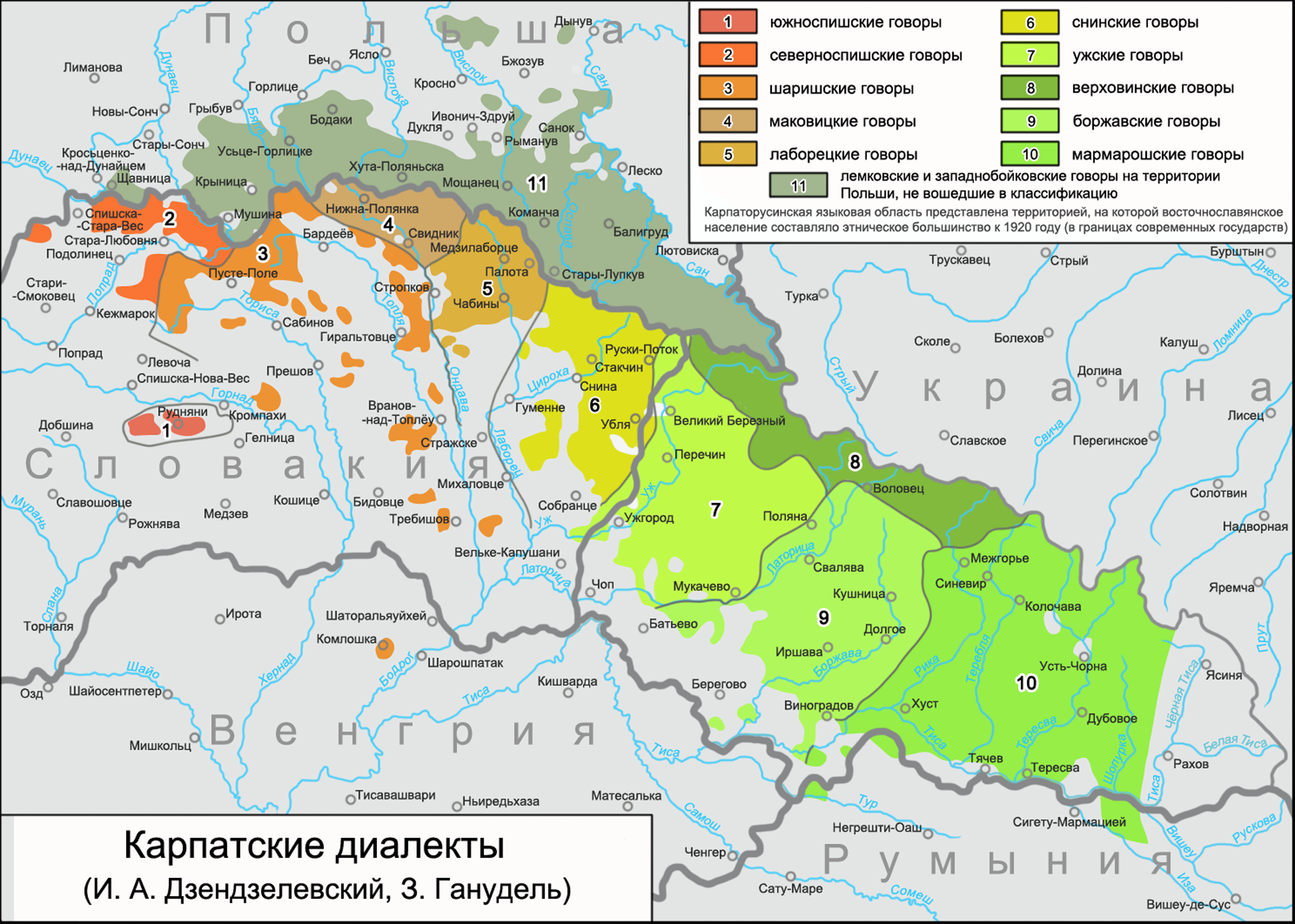
Область распространения мармарошских говоров на карте карпатского диалектного региона (по классификации И. А. Дзендзелевского)

По современному административно-территориальному делению Украины, ареал южномарморошских говоров размещён по большей части в пределах Тячевского района Закарпатской области. Кроме этого, окраины южномарморошского ареала находятся на части территории Хустского и Раховского районов, граничащих с территорией Тячевского района. Западная окраина южномарморошского ареала размещена в восточной части Хустского района, восточная окраина — в крайне западной части Раховского района.
Согласно диалектологической карте подкарпаторусского диалекта Г. Ю. Геровского, область распространения южномармарошских говоров на юго-западе граничит с ареалом бережских говоров, на северо-западе — с ареалом северномармарошских говоров, на северо-востоке — с ареалом бойковских говоров, на востоке — с ареалом гуцульских говоров. С юга к южномармарошским говорам примыкает ареал румынского языка.
В соответствии с диалектным членением закарпатского региона, предложенным И. А. Дзендзелевским, ареал южномармарошских говоров вместе с большей частью ареала северномармарошских говоров, а также говоров сёл Брустуры (Лопухов), Великий Бычков и других включены в область распространения мармарошской группы говоров.

## Диалектные особенности
К основным диалектным особенностям южномармарошских говоров Г. Ю. Геровский относил:
- распространение континуантов этимологических гласных о и е в новозакрытом слоге — у, ‘у: кун’ «конь», вул «вол»; мн‘уд «мёд», л‘уд «лёд», н‘ус «нёс», п‘ук «пёк» (на месте е в ряде позиций также отмечается гласная i);
- наличие гласной ы в позиции после заднеязычных к, г, х: кы́снути «киснуть», ру́кы «руки», но́гы «ноги», хы́жа «дом»;
- произношение после шипящих гласной и: ши́ло «шило», ши́ти «шить», жи́то «рожь»;
- твёрдость согласной ч: чи́стый (или чы́стый) «чистый»;
- распространение групп согласных шч и ждж на месте шт и жд: шчо «што», ко́жджий/ка́жджий «каждый»;
- наличие префикса вы- у имён и глаголов, выступающего в ряде случаев как -[у]: у́брати «выбрать», у́йти «выйти»;
- наличие флексии -i у имён прилагательных в форме именительного падежа множественного числа: золоты́й «золотой» > зôлôт‘í «золотые», молоды́й «молодой» > мôлôд‘í «молодые»;
- форма числительного «девяносто» — дêвяно́сто;
- распространение флексии -уj у имён прилагательных и местоимений[~ 1] женского рода в формах дательного падежа единственного числа: туj до́бруj жôн’и́ «этой доброй женщине», моjу́j ма́тери «моей матери» (в отличие, например, от бережских форм тÿў дôбрÿў жôн’и́, мốjÿў ма́тери);
- процессы метатезы и упрощения в формах вопросительного местоимения «кто» — тко/ко и отрицательного местоимения «никто» — ни́тко/ни́ко;
- употребление форм глаголов прошедшего времени типа пл’уг «плёл» (от пле́сти «плести»), в’уг «вёл» (от ве́сти «вести»), мн’уг «мёл» (от ме́сти «мести»), буг «бодал» (от бости́ «бодать»);
- распространение форм будущего времени глаголов типа му говори́ти или хо́чу говори́ти наряду с формой бу́ду говори́ти «буду говорить»;
- употребление союза аж «что» — каза́ў аж не зна́е «сказал, что не знает»;
- распространение слов блю́до «блюдо», звêсть «известь», лиш «лишь, только», смы́чити «тащить», ни́кати «смотреть», клепа́ч «молот», сви́та «юбка» и т. д.

## В литературе
На своём родном сокирницком говоре «укающей» южномармарошской диалектной группы писал русинский учёный, писатель и общественный деятель конца XIX — первой половины XX века А. Годинка. В частности, на южномармарошском было написано его исследование 1922 года «Утцюзнина, газдуство и прошлость южнокарпатськыхъ русинувъ». Также на одном из южномармарошских говоров с дополнениями на церковнославянском языке написан памятник русинской письменности XVI века «Няґовские поучения (Няговское Евангелие)».